# Luján Argüelles
Luján Argüelles Álvarez (Salas, Asturias; 26 de enero de 1977) es una locutora radiofónica y presentadora de televisión española.

## Biografía
Empezó su carrera profesional a los 19 años, mientras estudiaba Historia y piano. Tras trabajar en Radio Vetusta decidió mudarse a Madrid y fichó por Onda Cero. A partir de 2001 compagina su trabajo en radio, con el mundo de la televisión comenzando su carrera en este medio en Canal 7 de Madrid, donde presenta desde el 3 de mayo al 29 de junio de 2001 el programa E-Misión Glamourosa.
En 2002 fichó por Antena 3 donde trabajó como reportera en diversos programas, momento en el que su nombre comenzaba a ser conocido para los televidentes y que la llevó a compaginarlo con la presentación del magacín veraniego La orilla de TeleAsturias y con Asturias en de RTPA.
En 2008 inicia una nueva etapa en Cuatro. Un año después, firmaría un contrato de cadena de 4 años de duración con esta misma cadena. Durante esta etapa se pone al frente de Password y Lo que diga la rubia, entre otros programas.
En el año 2010 se conoce la fusión entre Sogecuatro y Gestevisión Telecinco, naciendo así el grupo Mediaset España, con el que la presentadora renovaría el contrato de larga duración que mantenía con Cuatro en 2014.
Durante esta etapa se puso al frente de diversos concursos, pero lo que realmente la catapultó a la fama fue su faceta de celestina en diversos datings shows. Tras casi un año sin nuevos proyectos en el grupo, en abril de 2018 se anuncia que no renueva su contrato con Mediaset España tras 10 años en Cuatro y 8 años en el grupo. Compaginó su labor en el grupo con la presentación de un espacio radiofónico para Agencia EFE.
Aunque no renueva su contrato con Mediaset España como presentadora, se mantiene vinculada al grupo de comunicación como colaboradora, primero de El programa de Ana Rosa en Telecinco y posteriormente de Cuatro al día en las tardes de Cuatro. Al mismo tiempo fichó por Telemadrid y, desde septiembre de 2018 a 2020, presentó La báscula y colaboró en Está pasando (2019), que también presentó como sustituta.
En diciembre de 2020 presentó en La Sexta el concurso Divididos. Más adelante, fichó por Netflix para presentar el dating show ¿A quién le gusta mi follower? (2022), y regresó a Televisión Española para presentar Brigada Tech (2023).
En verano de 2023 regresó a Mediaset España para presentar el reality ¡Vaya vacaciones! en Telecinco. Más tarde se confirmó que en 2024 presentaría en Cuatro la nueva temporada de ¿Quién quiere casarse con mi hijo?, coincidiendo con la vuelta del mítico formato a la televisión.

## Vida privada
El 13 de julio de 2015, Luján da a luz a su primera hija con el empresario Carlos Sánchez Arenas, a la que llamó Miranda.

## Trayectoria

### Radio
- Diversos programas en Radio Vetusta.
- Protagonistas, con Luis del Olmo. Onda Cero (2000-2001).
- La rosa de los vientos, con Juan Antonio Cebrián. Onda Cero (2001-2002).
- Esta noche o nunca, junto a José Luis Salas. Onda Cero (2002-2003).
- Ábrete de orejas, programa despertador en el que colaboraba ocasionalmente (2003-2008).
- Herrera en la onda, junto a Carlos Herrera. Onda Cero (2003-2004).
- A ver si te atreves, en solitario. Onda Cero (2004-2008).
- La hora de Luján, Semanal. EFE Radio (2010-actualidad).

### Televisión
| Año             | Programa                            | Canal              | Notas                                 |
| --------------- | ----------------------------------- | ------------------ | ------------------------------------- |
| 2001            | E-Misión Glamourosa                 | Canal 7 Televisión | Presentadora                          |
| 2002-2007       | 7 días, 7 noches                    | Antena 3           | Reportera                             |
| 2003-2007       | La Orilla                           | TeleAsturias       | Presentadora                          |
| 2006-2008       | Asturias en 25                      | RTPA               | Presentadora                          |
| 2007-2008       | Punto Doc                           | Antena 3           | Reportera                             |
| 2008-2010       | Password                            | Cuatro             | Presentadora                          |
| 2008-2011       | Granjero busca esposa               | Cuatro             | Presentadora                          |
| 2010            | Lo que diga la rubia                | Cuatro             | Presentadora                          |
| 2010            | Cuatro con la roja                  | Cuatro             | Presentadora                          |
| 2010-2011       | Dame una pista                      | Cuatro             | Presentadora                          |
| 2011            | Tienes 1 minuto                     | Cuatro             | Presentadora                          |
| 2011-2013       | Hijos de papá                       | Cuatro             | Presentadora                          |
| 2011-2013       | Las mañanas de Cuatro               | Cuatro             | Colaboradora                          |
| 2012-2017; 2024 | ¿Quién quiere casarse con mi hijo?  | Cuatro             | Presentadora                          |
| 2013            | Money time                          | Cuatro             | Presentadora                          |
| 2013            | ¿Quién quiere casarse con mi madre? | Cuatro             | Presentadora                          |
| 2013-2014       | Inteligencia artificial             | Cuatro             | Presentadora                          |
| 2013-2016       | Un príncipe para...                 | Cuatro             | Presentadora                          |
| 2015-2016       | La noche en Paz                     | Telecinco          | Colaboradora                          |
| 2017            | Tú, yo y mi avatar                  | Cuatro             | Presentadora                          |
| 2018-2019       | El programa de Ana Rosa             | Telecinco          | Colaboradora                          |
| 2018-2020       | La Báscula                          | Telemadrid         | Presentadora                          |
| 2019-2020       | Cuatro al día                       | Cuatro             | Colaboradora                          |
| 2019-2020       | Supervivientes: Tierra de nadie     | Telecinco y Cuatro | Colaboradora                          |
| 2019-2021       | Está pasando                        | Telemadrid         | Colaboradora y presentadora sustituta |
| 2020            | Divididos                           | La Sexta           | Presentadora                          |
| 2022            | Mejor contigo                       | La 1               | Colaboradora                          |
| 2022            | ¿A quién le gusta mi follower?      | Netflix            | Presentadora                          |
| 2023            | Brigada Tech                        | La 1               | Presentadora                          |
| 2023            | ¡Vaya vacaciones!                   | Telecinco          | Presentadora                          |
| 2024-2025       | El rival más débil                  | Telecinco          | Presentadora                          |
| 2025            | El camino de la verdad              | Cuatro             | Presentadora                          |

### Actriz
- Los pijos también lloran (2016-2017), obra de teatro, como personaje principal.
- Machos alfa (2022), serie de televisión, como Nuria (1 episodio).

## Libros publicados
- Cenicienta llevaba tacones de 15 cm. Editorial: Martínez Roca. Año 2014. Páginas: 288.[8] ISBN 9788427041042

## Premios
- Antena de Oro 2009 a mejor presentadora por Password y Granjero busca esposa.
- Premios Zapping 2011 a mejor presentadora por Dame una pista y Granjero busca esposa.